# Чемпионат СССР по волейболу среди мужчин 1939
VI Чемпионат СССР по волейболу среди мужчин проходил с 26 по 30 июля 1939 года в Одессе (УССР). Несмотря на то, что турниру предшествовали отборочные зональные соревнования в различных городах страны, состав финалистов остался таким же, как год назад.
В финал вышли 6 команд из трёх союзных республик: РСФСР («Спартак» Москва, «Спартак» Ленинград, «Рот-Фронт» Москва), УССР («Здоровье» Харьков, «Пищевик» Киев), «Наука» Тбилиси.
Двукратными чемпионами Союза стали волейболисты из команды «Спартак» (Ленинград). Серьёзную конкуренцию на этот раз им составили москвичи — одноклубники из «Спартака» и «Рот-Фронт».

## Результаты
Все матчи прошли в Одессе на площадках деревообрабатывающего завода.
|                        | 1   | 2   | 3   | 4   | 5   | 6   | И | В | П | С/П  | О  |
| ---------------------- | --- | --- | --- | --- | --- | --- | - | - | - | ---- | -- |
| 1. «Спартак» Ленинград |     | 2:1 | 2:1 | 2:0 | 2:0 | 2:1 | 5 | 5 | 0 | 10:3 | 10 |
| 2. «Спартак» Москва    | 1:2 |     | 2:0 | 2:0 | 2:0 | 2:0 | 5 | 4 | 1 | 9:2  | 9  |
| 3. «Рот-Фронт» Москва  | 1:2 | 0:2 |     | 2:1 | 2:0 | 2:0 | 5 | 3 | 2 | 7:5  | 8  |
| 4. «Наука» Тбилиси     | 0:2 | 0:2 | 1:2 |     | 2:0 | 2:0 | 5 | 2 | 3 | 5:6  | 7  |
| 5. «Здоровье» Харьков  | 0:2 | 0:2 | 0:2 | 0:2 |     | 2:1 | 5 | 1 | 4 | 2:9  | 6  |
| 6. «Пищевик» Киев      | 1:2 | 0:2 | 0:2 | 0:2 | 1:2 |     | 5 | 0 | 5 | 2:10 | 5  |

## Медалисты
«Спартак» (Ленинград): Пётр Арешев, Михаил Балазовский, Алексей Барышников, Илья Филановский, Александр Щербин, Анатолий Эйнгорн.
 «Спартак» (Москва): Борис Адамов, Евгений Алексеев, Евгений Егнус, Александр Маментьев, Владимир Михейкин, Анатолий Чинилин, Владимир Щагин. Тренер — Григорий Берлянд.
 «Рот-Фронт» (Москва): А. Иванов, Владимир Качурин, А. Ковалёв, Георгий Макаров, Владимир Саввин, Дмитрий Ярочкин. Тренер — Николай Бендеров.